# Marie Mejzlíková
Marie Mejzlíková (později provdaná Majerová, 13. prosince 1903 Praha — srpen 1994) byla československá atletka. Ve výsledkových listinách bývá uváděna také jako Marie Mejzlíková II pro rozlišení od její reprezentační kolegyně Marie Mejzlíkové-Černé.
Původně hrála házenou, od roku 1922 se věnovala atletice, jako jedna z prvních závodnic začala běhat v tretrách. Vytvořila pět světových rekordů:
- 100 m: 13,6 s (5. srpna 1922, Praha)
- 100 m: 12,8 s (13. května 1923, Praha)
- skok daleký: 516 cm (6. srpna 1922, Praha)
- skok daleký: 530 cm (23. září 1923, Praha)[4]
- štafeta 4×100 m: 53,2 s (21. května 1922, Paříž), spolu s Marií Bakovskou, Marií Jiráskovou a Marií Mejzlíkovou I[5]

Na Světových ženských hrách 1922 v Paříži zvítězila v běhu na 60 metrů a byla druhá na 100 yardů.